# ЦКБ-39
ЦКБ-39 ОГПУ имени Менжинского — первое из «Опытно-конструкторских бюро», созданных в конце 1929 года для нужд советской авиапромышленности, использовавшее труд заключённых авиаконструкторов и инженеров. Являлось специальным подразделением ОГПУ (позднее подобные ОКБ стали появляться в различных отраслях народного хозяйства, имея жаргонное название «шарага» или «шарашка»; в авиапромышленности их оказалось два — после ЦКБ-39 ОГПУ в 1938 году было создано ЦКБ-29 НКВД).

## Первые аресты и следствие
Началом истории ЦКБ-39 ОГПУ имени Менжинского можно считать 31 августа 1928 года, когда в Москве был арестован родоначальник морского авиастроения, на гидросамолётах которого Россия воевала всю Первую мировую и Гражданскую войны — Дмитрий Григорович. Основанием для взятия под стражу послужили неудачи Дмитрия Павловича последних лет: начиная с 1924 года возглавляемый им коллектив — Отдел морского опытного самолётостроения (ОМОС), располагавшийся на заводе «Красный летчик» в Ленинграде, не создал ни одной достойной машины. К моменту ареста ОМОС уже почти год не существовал, а сам Дмитрий Павлович возглавлял в Москве другое конструкторское подразделение — Опытный отдел-3 (ОПО-3). Большинство прежних его сотрудников из ОМОС остались в Ленинграде и разошлись по другим коллективам.
Катализатором ареста стал лишь летом отгремевший первый в истории Советской России процесс над инженерами-вредителями (он получил название «Шахтинское дело»). Тогда власть впервые апробировала вступившую в силу 25 февраля 1927 года печально известную 58-ю статью УК РСФСР — в практику судопроизводства были введены такие понятия, как «вредитель» и «враг народа». «С одобрения широких слоев трудящихся» крупных хозяйственников назвали «злостными вредителями». Часть из них приговорили к высшей мере, а остальных направили на стройки социализма. Начиная с «Шахтинского дела» наиболее квалифицированных осуждённых стали использовать по специальности, но в закрытых учреждениях и под охраной ОГПУ. Опыта использования рабского умственного труда в стране ещё не существовало, поэтому целесообразность организации подобных заведений и предстояло оценить.

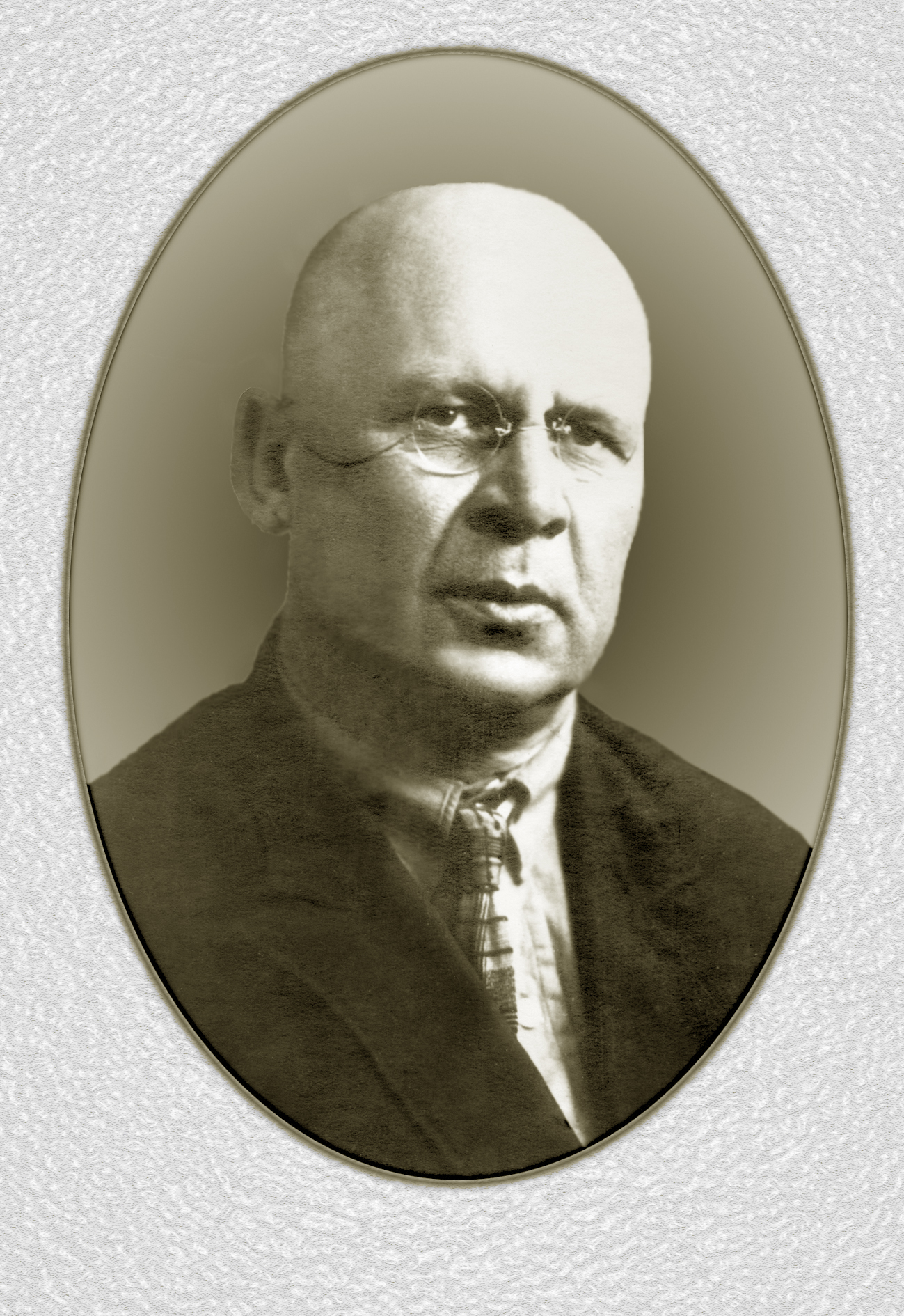
Д. П. Григорович, главный конструктор ЦКБ-39 ОГПУ

Вскоре после Д. Григоровича аресту подверглись ещё пять человек — в Ленинграде задержали бывших конструкторов ОМОС: А. Н. Седельникова (5 ноября), с которым Григорович ещё в царской России на заводе «Гамаюн» создавал первые летающие лодки, и В. Л. Корвин-Кербера (6 ноября) — бывшего морского лётчика, воевавшего на самолётах Григоровича, а с 1922 года вошедшего в его конструкторскую группу в Москве на заводе «Дукс». 13 ноября был арестован и бывший лётчик-испытатель ОМОС — А. Д. Мельницкий. Кроме того, в Москве взяли под стражу моториста завода «Дукс» В. М. Днепрова, который пострадал лишь за то, что приходился братом жены Д. П. Григоровича. Неожиданно в этой компании оказался помощник командующего ВВС Забайкальского ВО М. Н. Шалимо (в отличие от остальных его оставили под подпиской о невыезде, спустя несколько недель дело в отношении М. Н. Шалимо было прекращено). Комдив М. Н. Шалимо будет расстрелян 2 октября 1938 года как руководитель антисоветской организации, агент японской разведки и организатор диверсии.
Дела вышеназванных фигурантов были объединены в общее судопроизводство — Дело № 63641 «по обвинению гр. Григоровича Дмитрия Павловича и др.». По этой причине все ленинградцы были этапированы в Москву, во внутреннюю тюрьму на Лубянке. Следствие шло очень вяло, пока ещё с соблюдением процессуальных норм и без применения методов физического воздействия. Времена Г. Ягоды и Н. Ежова ещё не наступили, а В. Менжинский, возглавлявший в это время ОГПУ, слыл либералом. Опыта не было и у арестованных. На допросах, которые обычно касались технических вопросов создания самолётов, они легко делились со следователями своими сомнениями, признавали те или иные ошибки, считая, что их можно квалифицировать как естественные в ходе экспериментальных конструкторских работ.
Контрастом были показания свидетелей по делу. В этой роли часто выступали недавние коллеги по ОМОС. Так, лётчик-сдатчик Яков Седов показал:

Седельников и Корвин-Кербер явно саботировали, стараясь только навредить делу… Детали самолётов делались нарочно такими, чтобы они не подошли, почему неизбежны переделки… Когда же в чертёжной говорили о неправильностях и непорядках, то Седельников обычно отвечал: „идите все к черту, плюю я на это дело, я все равно уеду за границу“.

Ему вторил молодой конструктор В. Шавров:

…Если бы Григорович был вредителем, то он бы хуже сделать не мог. Он настолько разложил дело, потеряв четыре года, обманув возлагавшиеся на отдел надежды, что заслуживает и заслуживало ранее пресечения… В этом [ему] содействовала громадная репутация и авторитет, которыми пользовался Григорович, да и в царское время несколько удачных самолётов. В результате — полнейший кризис… достижения Отдела равны нулю.

Одной из важных причин неудач ОМОС оказался конфликт коллектива с главным конструктором из-за постоянных изменений требований, которые предъявлялись к проектам. Например, заказчик мог изменить базовые характеристики самолёта (мощность двигателя, дальность полёта, грузоподъёмность) в то время, когда опытный образец самолёта уже находился в производстве.

## Новые аресты и создание ОКБ ОГПУ

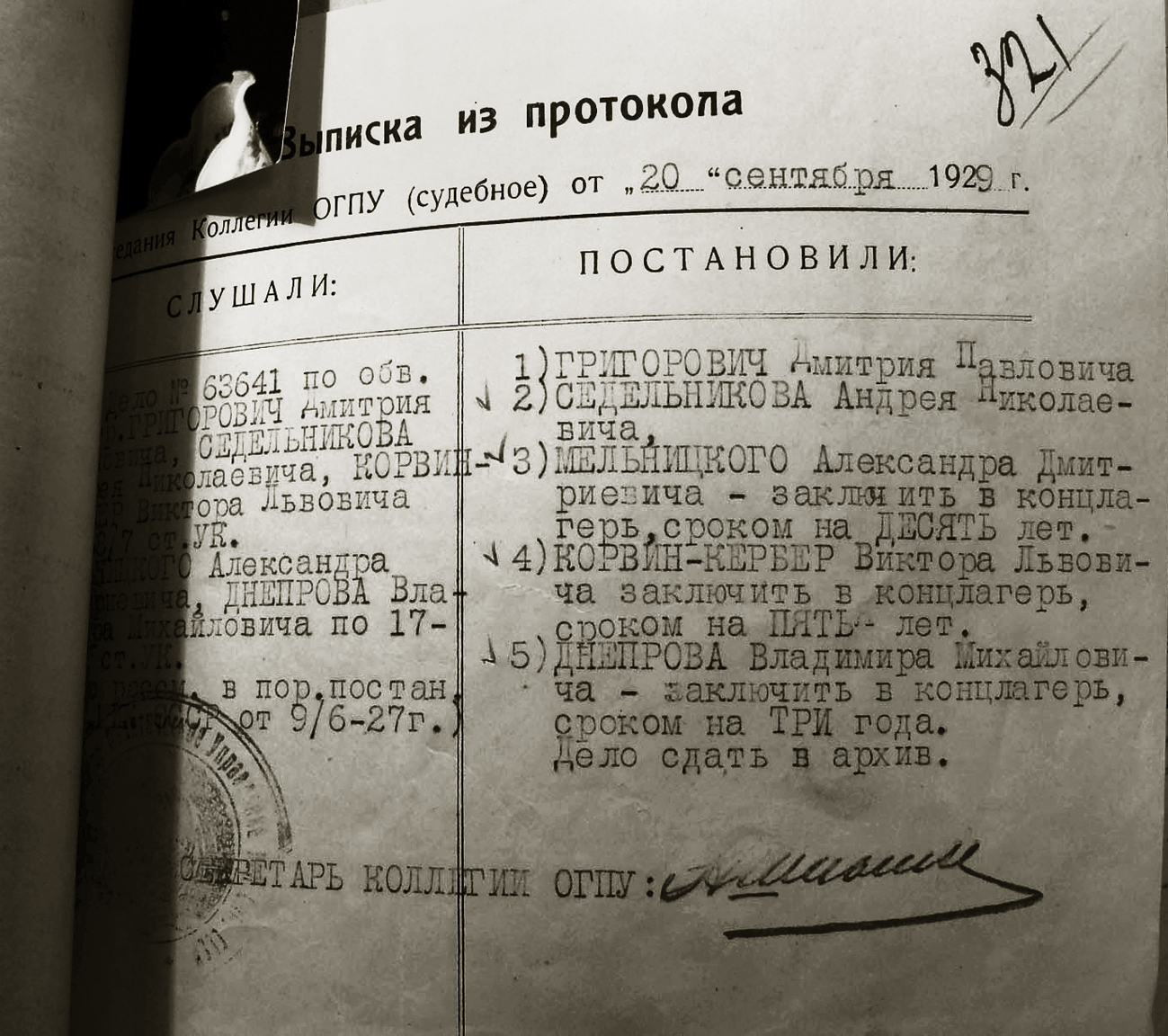
Обвинительное заключение Д. П. Григоровича и сотрудников ОМОС

Следствие по делу Д. Григоровича и сотрудников было закончено к осени 1929 года. 
Судебное заседание под председательством секретаря коллегии ОГПУ А. М. Шанина состоялось 20 сентября и приговорило всех пятерых к различным срокам «концлагерей», после чего осуждённых перевели в Бутырку ожидать этапа.
Именно к осени 1929 года в ОГПУ окончательно созрел план создания первой авиационной «шараги», однако было очевидно, что пятеро осуждённых при всей своей квалификации не справятся с грандиозными задачами. По крайней мере в сентябре 1929 года (перед судом или после — неизвестно) Григоровичу было предложено составить списки авиационных работников, которых следовало привлечь к выполнению особого задания правительства. Григорович не был посвящён в окончательный замысел ОГПУ и не мог предположить, что произойдёт, когда списки будут готовы.
А произошли новые аресты. 
В октябре 1929 года в Ленинграде был взят под стражу бывший сотрудник ОМОС Н. Г. Михельсон, который был соавтором первых летающих лодок Григоровича, построенных на заводе «Гамаюн». 
В Москве взяли начальника ОСС Н. Н. Поликарпова и его сослуживцев — И. М. Косткина, В. А. Тисова, Е. И. Майоранова, В. Ф. Гончарова, П. М. Крейсона, В. В. Калинина. 
Несколько позже арестовали ведущего специалиста в СССР по самолётному вооружению А. В. Надашкевича. Доказательствами их вины следователи теперь себя не утруждали. Судебные заседания коллегии ОГПУ начались уже в ноябре, и к декабрю все было закончено. Приговоры были самые разнообразные, но в отличие от группы Григоровича, без какой-либо ясной мотивации. Так, Н. Н. Поликарпов, которому невозможно было предъявить и половины того, что было поставлено в вину Григоровичу, был тем не менее приговорён к расстрелу (приговор не был приведён в исполнение). Задача была простая. Тот процесс деморализации, которому фигуранты по делу Григоровича подвергались почти в течение года, новая партия заключённых должна была пройти ударными темпами за две — три недели. Когда подготовительный период был завершён и, с точки зрения «психологов» ОГПУ, коллектив (где все пока сидели по одиночным камерам и даже не догадывались, что они члены коллектива) был полностью готов к «творческим свершениям», в последний осенний день 1929 года произошло рождение первого отечественного Особого конструкторского бюро (ОКБ ОГПУ), или иначе — «шараги».

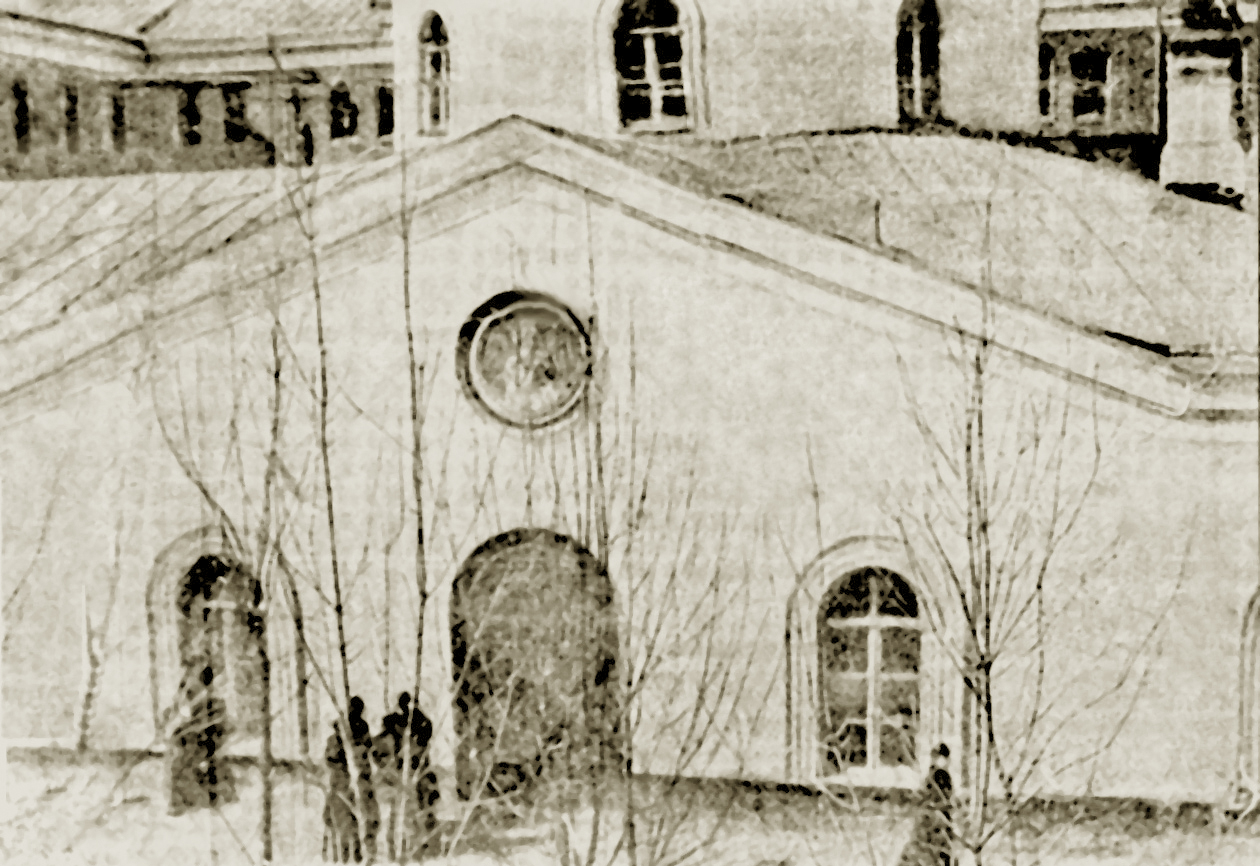
Бутырка. Тюремная церковь, где сначала располагалось ОКБ ОГПУ

В тот день всех заключённых конструкторов и инженеров прямо в Бутырке, в помещении бывшей тюремной церкви впервые собрали вместе. В основном они были знакомы друг с другом, но даже не догадывались, что сидят в соседних камерах. Дальше, как вспоминал В. Л. Корвин-Кербер, произошло следующее:

Днем появился заместитель начальника ВВС тов. Я. И. Алкснис. Он объявил задание: спроектировать, а затем построить истребитель под мотор «Юпитер», но такой, который превзойдет любой из имеющихся на вооружении капиталистических стран, как по скорости, так по скороподъемности и вооружению. Нужны два пулемёта, стреляющие через винт, и желательно предусмотреть ещё два, а также фотоустановку и бомбодержатели для четырёх бомб по 25 кг. 
Проект должен быть выполнен в рекордно короткий срок, и чертежи готовы для производства к концу марта. Тогда же должен быть представлен макет. На рассмотрение НТК проект передаваться не будет. Главным конструктором назначался Григорович, его заместителем — Поликарпов.
— 

## Начало деятельности ОКБ ОГПУ и переименование в «ЦКБ-39 ОГПУ им. Менжинского»
Непосредственно руководил ОКБ ОГПУ помощник начальника, с 1930 г. начальник Технического отделения Экономического Управления ОГПУ А. Г. Горянов-Горный (Пенкнович), а его полномочным представителем, неотлучно находившимся с заключёнными, был С. М. Змуда. Заключённые авиаинженеры были переведены на усиленное питание, им разрешили прогулки и свидания с близкими. Работы над проектом истребителя начались прямо в тюремной церкви.

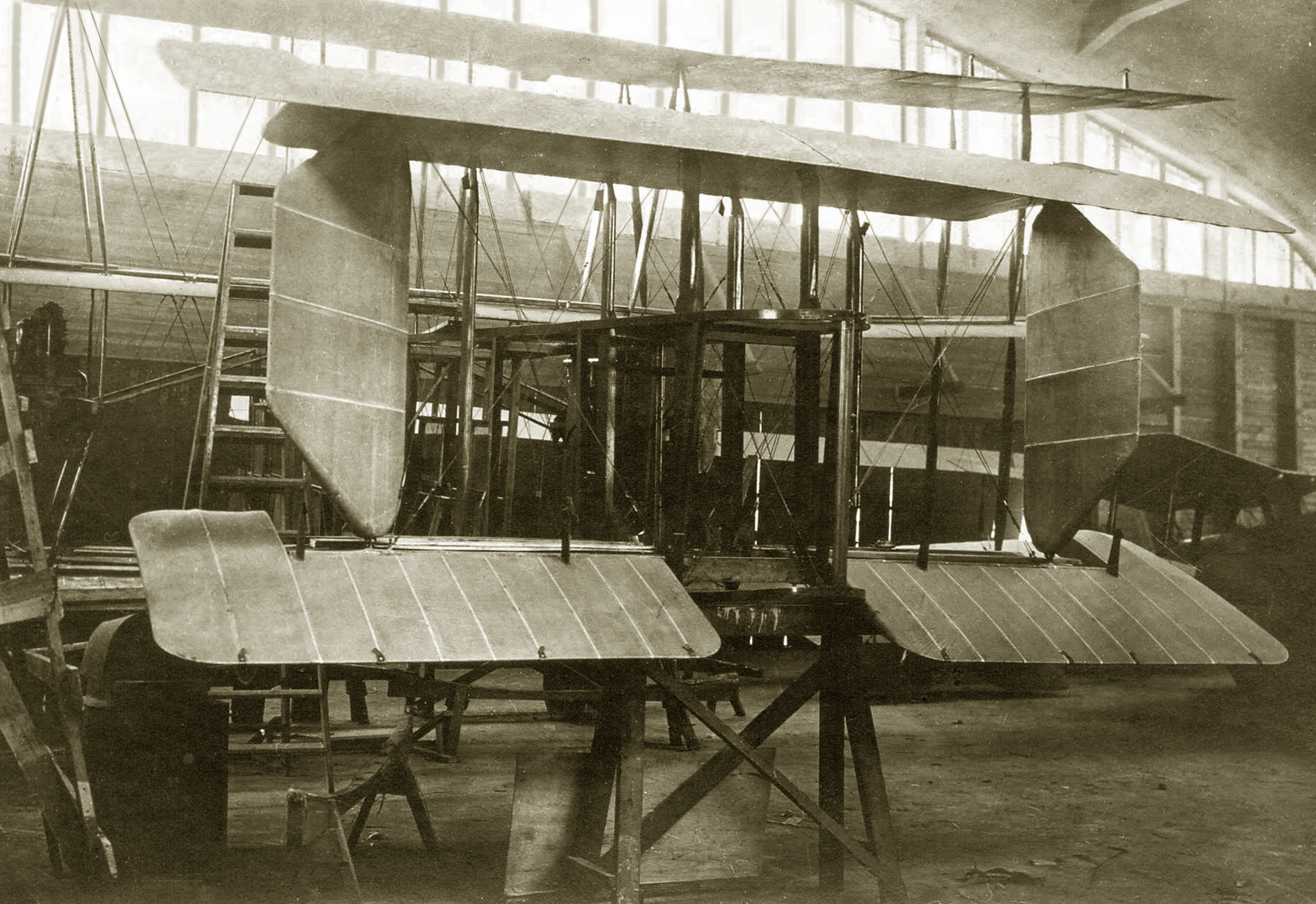
Ангар № 7 завода № 39. Сборка триплана «КОМТА», 1921 г. Именно в этом ангаре в 1930 г. разместился ЦКБ-39

По воспоминаниям В. Л. Корвин-Кербера:

В январе 1930 г. произошли события, которых никто не ожидал. Внезапно после ужина всем было предложено собрать свои вещи и приготовиться в камере для выхода. Нас погрузили в небольшой автобус и повезли по городу. Куда, зачем, никто не понимал. Наконец, двери автобуса открылись и все увидели деревянный ангар-мастерскую завода № 39. Вошли внутрь ангара и в самом конце, войдя за дверь, оказались в просторном помещении. Вдоль стен стояли кровати, а посередине большой стол со стопками газет и журналов. Сопровождавший всех Змуда предложил размещаться по кроватям на своё усмотрение. Справа от входа разместились: Б. Ф. Гончаров, Н. Н. Поликарпов, В. А. Тисов, И. М. Косткин, А. Н. Седельников, я и Е. И. Майоранов. Слева — Д. П. Григорович, П. М. Крейсон, Н. Г. Михельсон и другие.
— 
Перевод на завод потребовался в связи с тем, что работы над истребителем подошли к стадии макетирования и создания опытного образца. Организовать производство в тюремных условиях было невозможно. Небольшой авиазавод (скорее мастерские), примыкавший к Центральному аэродрому обнесли колючей проволокой, расставили охрану. Сюда и привезли заключённых. С этого момента «ОКБ ОГПУ» по номеру завода стало называться «ЦКБ-39 ОГПУ им. Менжинского».

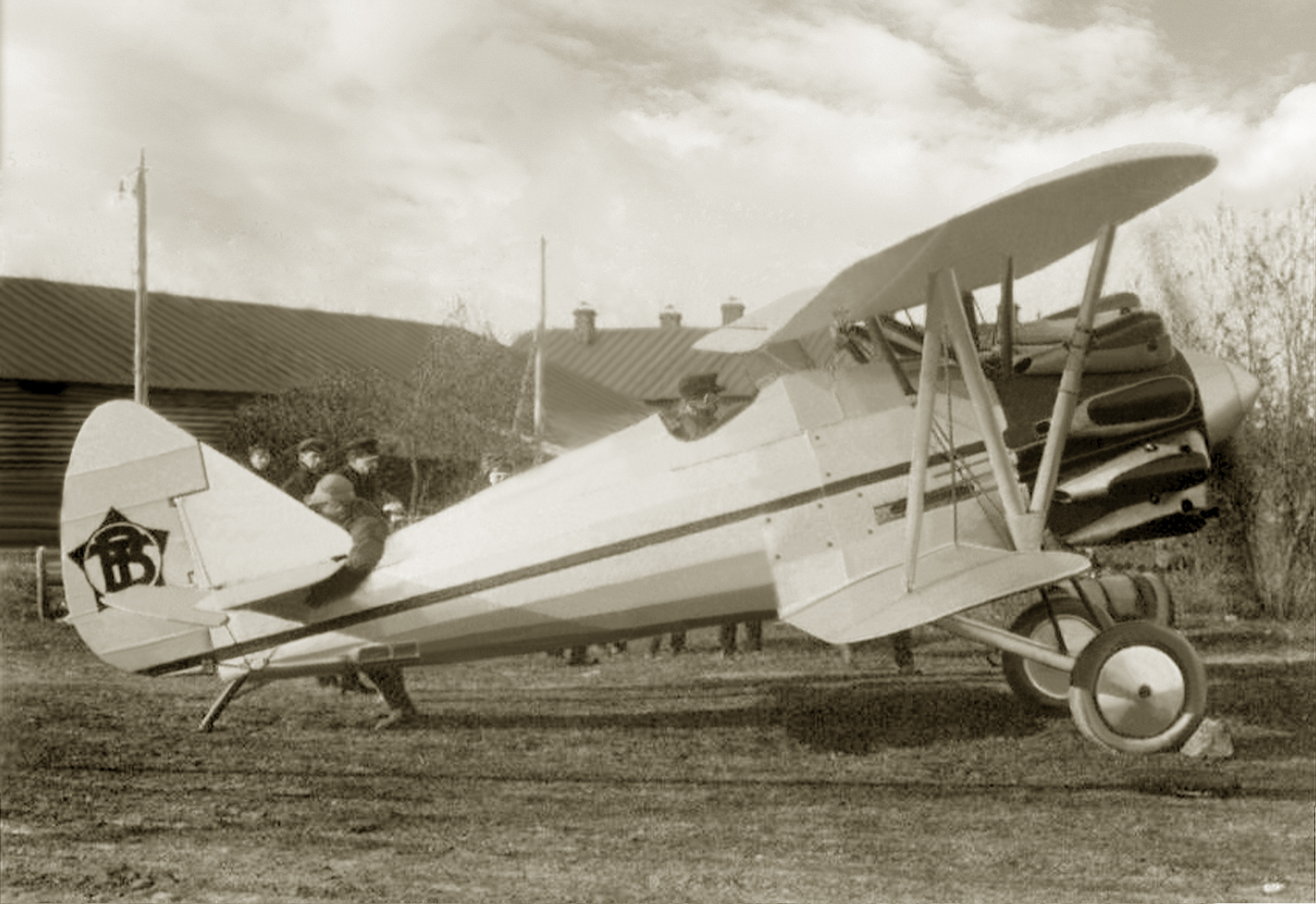
Перед первым вылетом ВТ-11. В кабине лётчик Б. Л. Бухгольц. Слева за самолётом стоят: Д. П. Григорович, А. Г. Горянов-Горный и В. Л. Корвин-Кербер. Центральный аэродром, 28.04.1930.

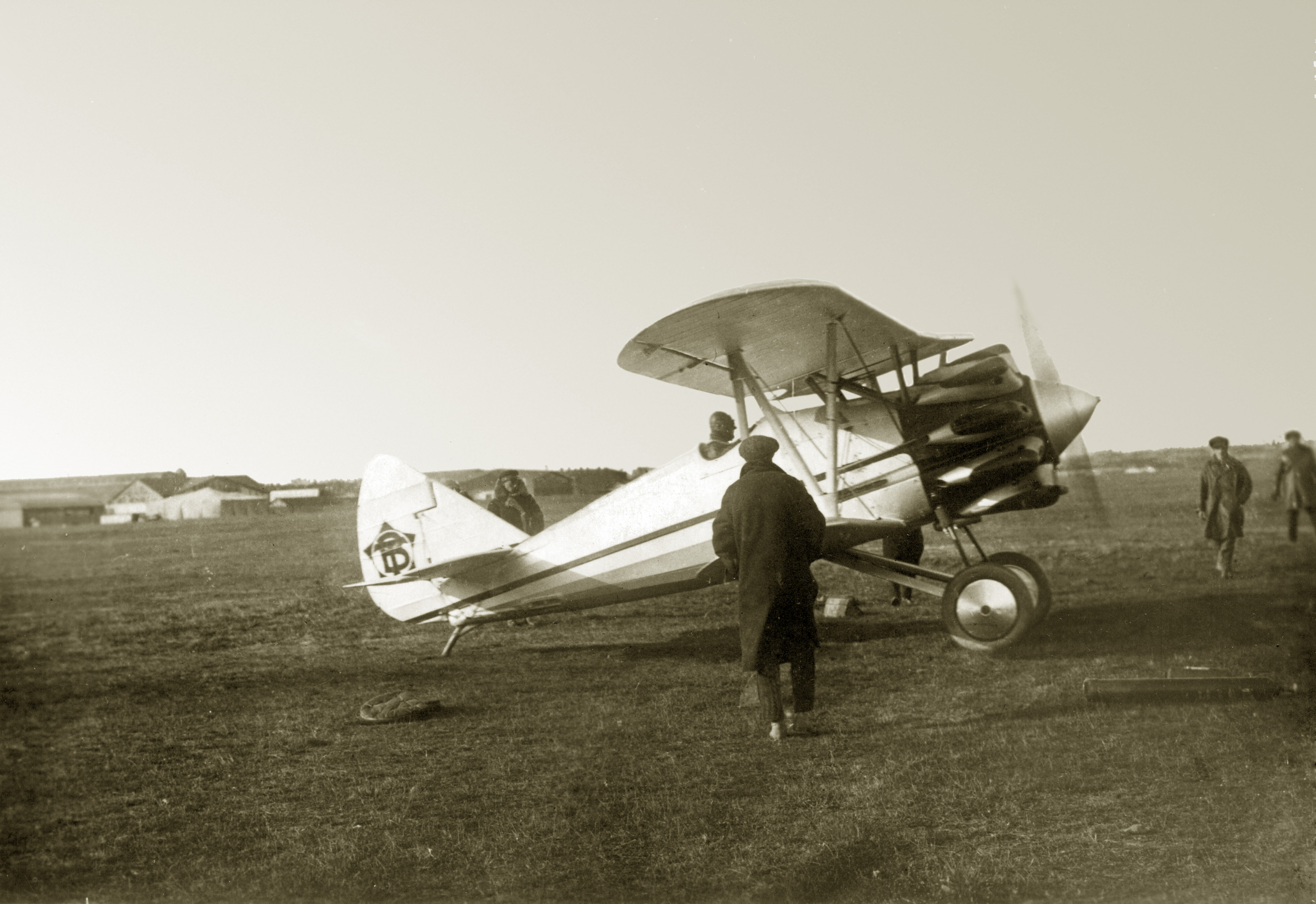
ВТ-11 сразу после окончания первого испытательного полёта. Лётчик Б. Л. Бухгольц ещё в кабине. Центральный аэродром, 28.04.1930.

Оценив проект и поняв, что «вредители» и «враги народа» успешно перевоспитываются, кураторы ОГПУ решили усложнить задачу. Корвин-Кербер писал:

Однажды вечером приехало большое начальство: А. Г. Горянов-Горный и М. И. Гай (Штоклянд — начальник 8 и 9 отделений Экономического управления ОГПУ). Змуда с охранником внесли в помещение корзины и ящики. Тут же на столах появилось вино и в большом количестве закуска. Всех членов ЦКБ пригласили за стол. Все насторожились, мы не могли понять, какую цель преследует такой банкет. Слово взял Гай. Он похвалил присутствующих за успешную работу и добавил, что решением командования срок постройки самолёта-истребителя с 1-го июня переносится на 1-е мая, причём уже 26 марта должен быть представлен макет. Оспаривать новые сроки было нельзя. Пришлось заверить начальство, что коллектив с задачей справится. А ведь кроме самолёта к первому мая нужно будет построить все для стат. испытаний.
— 
Несмотря на столь сжатые сроки было разработано полтора десятка вариантов проекта истребителя, из числа которых только три отобрали для строительства опытных образцов. Варианты отличались в деталях (проекты под разные двигатели, разное вооружение, наличие или отсутствие обтекателей двигателя и т. д.). К назначенной дате был готов первый опытный самолёт, первоначально получивший название ВТ-11 («внутренняя тюрьма» — 11-й вариант). Он был испытан здесь же на Центральном аэродроме. Лётчик Б. Л. Бухгольц 28 апреля 1930 года уже в первом полёте высоко оценил качества самолёта, а ОГПУ сделало вывод об эффективности подневольного умственного труда. Так был дан старт созданию научно-технических «шараг» практически во всех отраслях народного хозяйства и прежде всего в военной промышленности.

## Новые задания и расформирование «ЦКБ-39 ОГПУ им. Менжинского»

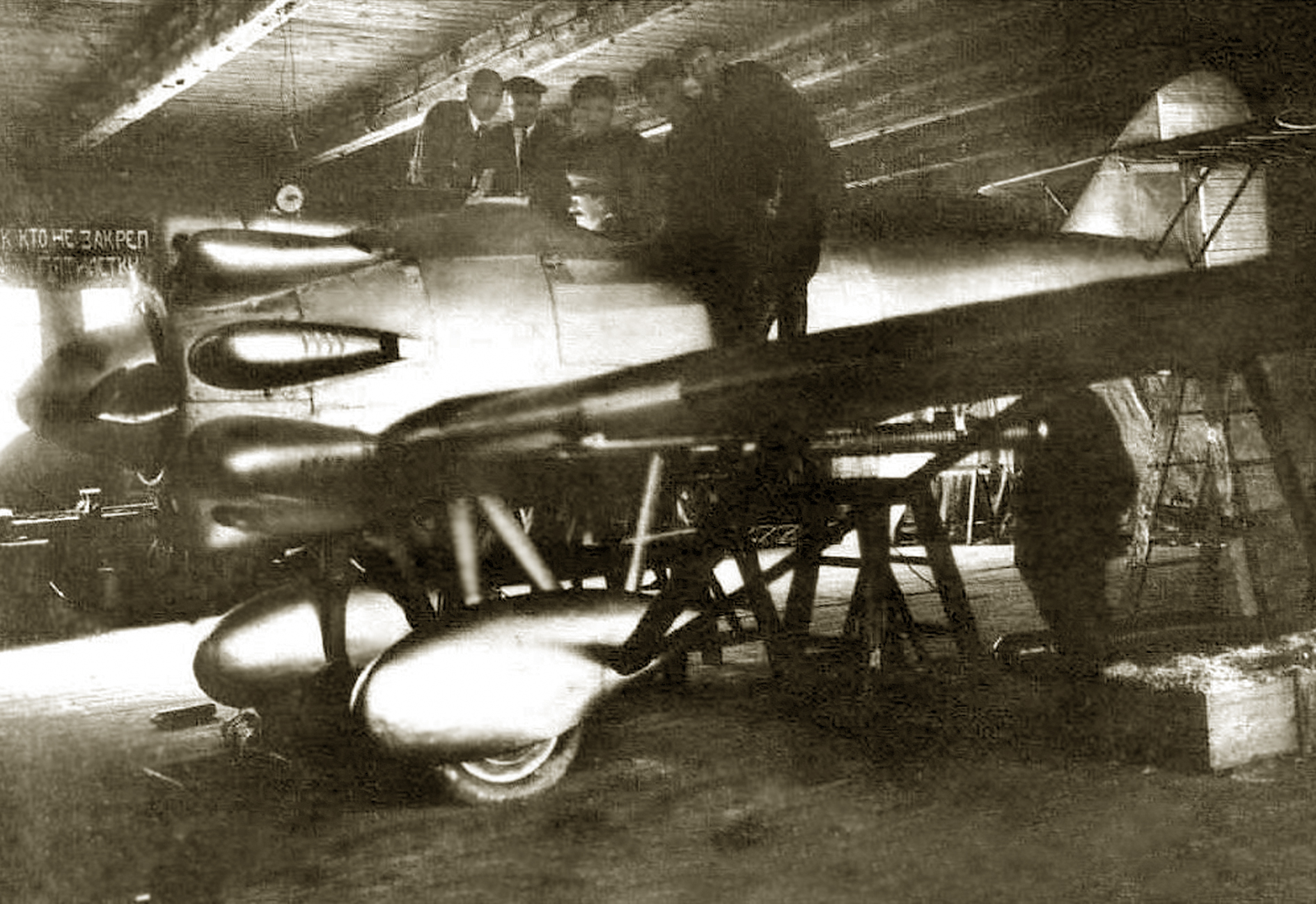
И. В. Сталин в кабине опытного пушечного истребителя И-Z в сборочном цехе ЦКБ-39 ОГПУ. Стоят слева направо Г.Е.Чупилко, В.М.Молотов, К.Е.Ворошилов А.Н.Рафаэлянц Н.Е.Пауфлер. 6.07.1931

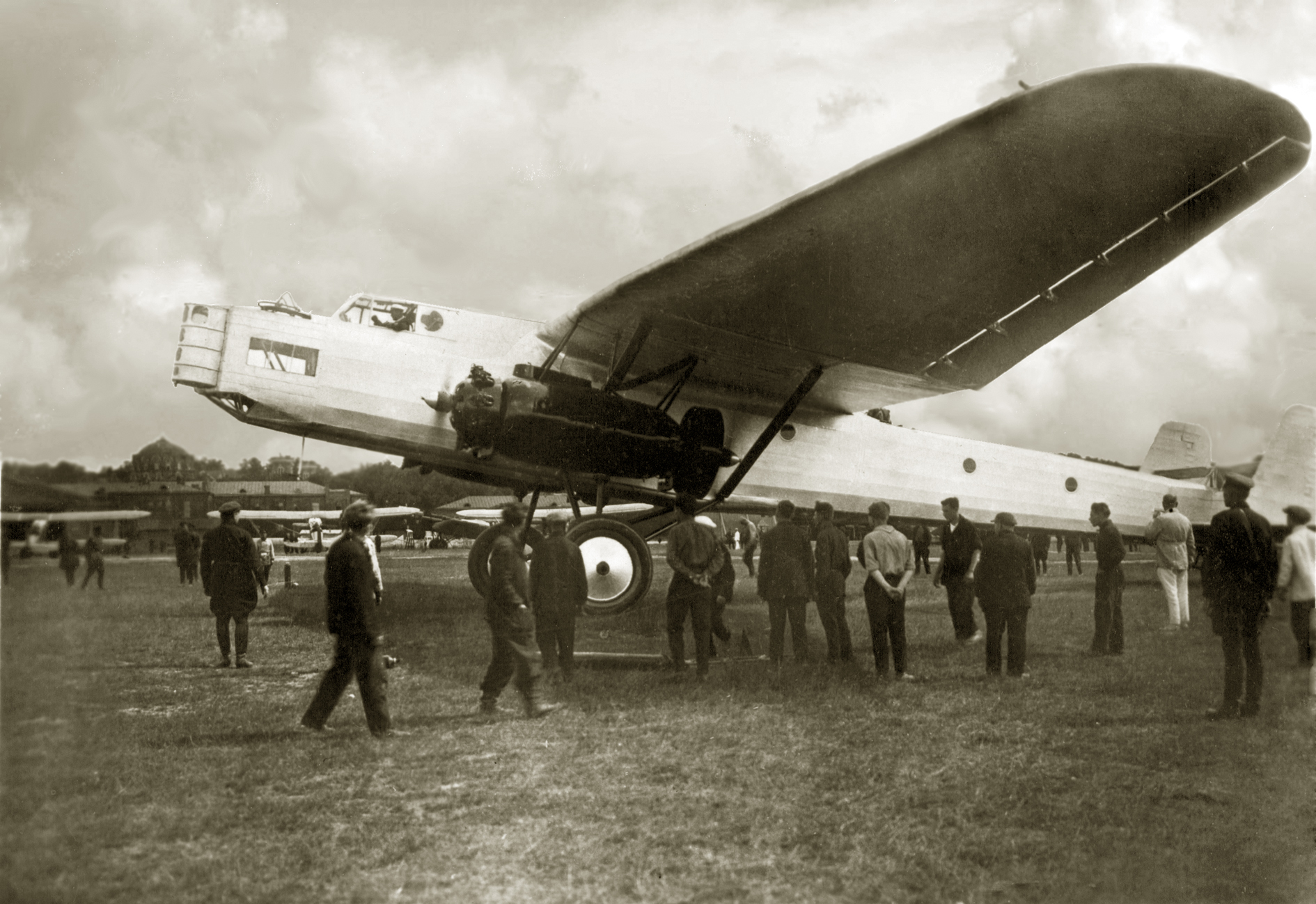
Опытный бомбардировщик ТБ-5 на Центральном аэродроме. На заднем плане слева три опытных истребителя И-5 у ограды ЦКБ-39 ОГПУ. Июль 1931 г.

История ЦКБ-39 ОГПУ им. Менжинского не закончилась. После удачного завершения работ над истребителем ВТ-11, его дублёром «Клим Ворошилов» (строился по 13-му варианту проекта, но из суеверия не получил названия ВТ-13) и третьим прототипом — «Подарок XVI партсъезду», под названием И-5 истребитель был запущен в серию.
В ОГПУ решили, что расставаться с заключёнными конструкторами ещё рано и выдали «вредителям» новые задания. Теперь предстояло построить не один самолёт, а сразу несколько. Заключённым предписывалось создать первый отечественный пушечный истребитель И-Z, бомбардировщик ТБ-5, морской четырёхмоторный бомбардировщик, штурмовики ТШ-1 и ТШ-2, двухместный истребитель.
Понятно, что такой объём работ не мог быть выполнен ограниченными силами заключённых, и осенью 1930 года было принято решение расширить коллектив за счёт вольнонаемных специалистов. Конечно, всех их можно было сразу арестовать, но ОГПУ выбрало другую модель — смешанного коллектива заключённых и вольных инженеров, чтобы последние постоянно ощущали, где они могут оказаться завтра. ЦКБ-39 было расширено более чем до 300 человек. Пришли, например, Г. Е. Чупилко, С. В. Ильюшин, А. С. Яковлев, В. Б. Шавров, С. Н. Шишкин и др. Под одной крышей собрались и осуждённые, и некоторые из тех, кто недавно давал на них показания. История умалчивает, как, допустим, складывались отношения между Д. П. Григоровичем и В. Б. Шавровым.
Не все из новых проектов оказались удачными, но в целом ОГПУ было довольно. С лета 1931 года заключённых конструкторов стали по очереди отпускать. 10 июля 1931 года в газете «Правда» было опубликовано постановление ЦИК СССР, в котором говорилось:

Амнистировать нижеследующих конструкторов — бывших вредителей, приговоренных коллегией ОГПУ к различным мерам социальной защиты, с одновременным их награждением:

Коллектив ЦКБ-39 ОГПУ во время посещения В. Р. Менжинским. Здесь все вместе: и заключённые, и вольнонаёмные, и охранники. 1931 г. Архив Л. Л. Кербера

- а) главного конструктора по опытному самолетостроению Григоровича Дмитрия Павловича, раскаявшегося в своих прежних поступках и годичной работой доказавшего на деле своё раскаяние, — грамотой ЦИК Союза ССР и денежной наградой в 10 000 рублей;
- б) главного конструктора (по вооружению. — Г. К.) Надашкевича Александра Васильевича — грамотой ЦИК Союза ССР и денежной премией в 10 000 рублей;
- в) бывшего технического директора завода № 1 Косткина Ивана Михайловича — денежной наградой в 1 000 рублей;
- г) Крейсона Павла Мартыновича — денежной наградой в 1 000 рублей;
- д) Корвин-Кербер Виктора Львовича — денежной наградой в 1 000 рублей;
- е) амнистировать всех инженеров и техников, приговоренных ОГПУ к различным мерам социальной защиты за вредительство и ныне добросовестно работающих в Центральном конструкторском бюро.

— 
Что касается самого ЦКБ-39 ОГПУ, то Приказом по Всесоюзному авиационному объединению (ВАО) за № 265 от 27 августа 1931 года ЦКБ 39 и ЦАГИ объединялись в единую организацию, начальником которой назначили чекиста Н. Е. Пауфлера. Чуть позже, 13 января 1933 года приказом заместителя Народного комиссара тяжёлой промышленности СССР и начальника Главного управления авиационной промышленности П. И. Баранова на заводе № 39 им. Менжинского было образовано новое Центральное конструкторское бюро (ЦКБ) для организации замкнутого цикла проектирования и производства лёгких самолётов под руководством С. В. Ильюшина.
Окончательная точка в деле Григоровича и сотрудников была поставлена только 25 июня 1993 года:

…на основании Закона РСФСР от 18.10.91 г. „О реабилитации жертв политических репрессий“» прокурор отдела по реабилитации жертв политических репрессий Генеральной прокуратуры Российской Федерации постановил: «Григорович Дмитрий Павлович, Седельников Андрей Николаевич, Корвин-Кербер Виктор Львович, Мельницкий Александр Дмитриевич, Днепров Владимир Михайлович подлежат реабилитации.
— 

## Список «вредителей», создавших истребитель И-5
1. Бессонов Анатолий Алексеевич[5]. Конструктор завод № 24 имени М. В. Фрунзе. Создатель первого советского высотного поршневого двигателя М-15. В ЦКБ-39 занимался двигателем.
2. Гончаров Борис Фёдорович[6]. До революции — военный лётчик, начальник 1-го авиационного отряда особого назначения. В 1926 году — старший руководитель кафедры самолётостроения Академии военно-воздушного флота РККА им. Жуковского и одновременно заведующий конструкторским бюро Авиационного треста (опытный завод № 25). В ЦКБ-39 занимался аэродинамическими расчетами.
3. Григорович Дмитрий Павлович. Один из первых российских авиаконструкторов с дореволюционным стажем, начинавший на заводе Щетинина («Гамаюн») ещё до Первой мировой войны. Главный конструктор большого числа гидросамолётов. В ЦКБ-39 осуществлял общее руководство проектом.
4. Днепров Владимир Михайлович. Механик, сотрудник завода № 1 «Дукс». В ЦКБ-39 — инженер.
5. Калинин Владимир Владимирович.[7] Авиаконструктор один из авторов первого советского пассажирского самолёта АК-1 (1924). Специалист в области прочности конструкций. В ЦКБ-39 занимался расчетами прочности.
6. Корвин-Кербер Виктор Львович. До революции — морской лётчик, выпускник Бакинской школы морской авиации (1917). Авиаконструктор, соратник Д. П. Григоровича с 1922 г. В ЦКБ-39 возглавлял опытное производство, макетирование. Проектировал некоторые приборы и систему стрельбы через вращающийся винт.
7. Косткин Иван Михайлович[8]. Авиаконструктор, ближайший соратник Н. Н. Поликарпова. Директор авиазавода № 1 «Дукс» В ЦКБ-39 занимался проектированием крыльев.
8. Крейсон Павел Мартынович. Постоянный член Научно-технического комитета Управления военно-воздушных сил РККА. Специалист по статиспытаниям. В ЦКБ-39 занимался центровочными расчетами.
9. Надашкевич Александр Васильевич[9]. Военный лётчик, выпускник Московской военной авиашколы высшего пилотажа (1918). С 1925 член научно-технического комитета Воздушного Флота РККА. Непревзойдённый специалист по вооружению самолётов. В ЦКБ-39 занимался проектированием вооружения.
10. Майоранов Евгений Иванович[10]. До революции — морской лётчик, выпускник Бакинской школы морской авиации (1917). Авиаконструктор, соратник Григоровича с 1922 г., затем (с 1923 г.) — Н. Н. Поликарпова. В ЦКБ-39 — инженер-конструктор.
11. Мельницкий Александр Дмитриевич. Родился 26.12.1891 (07.01.1892) г. Окончил Морской корпус (1911); штурманский офицер 2 разряда (1915), морской лётчик. Выпускник Петроградской школы морской авиации. Служил и. д. ревизора эсминцев «Донской казак» (1912—1913), «Войсковой» (с 1913); офицер Гвардейского экипажа (с 25.04.1915). Награждён орденами: Св. Станислава 3-й ст. с мечами и бантом (01.06.1915), Св. Анны 3-й ст. с мечами и бантом (23.011.1915). После революции в белых войсках Северного фронта в Британском авиационном отряде, затем командир сухопутного разведывательного отряда в Мурманском авиадивизионе. По некоторым сведениям[11], был взят в плен и расстрелян в Медвежьей Горе. На самом деле с 1925 года лётчик-испытатель Отдела морского опытного самолётостроения (ОМОС) Д. П. Григоровича. В ЦКБ-39 — инженер-конструктор.
12. Михельсон Николай Густавович. Авиаконструктор с дореволюционным стажем, ближайший соратник Д. П. Григоровича начиная с завода Щетинина («Гамаюн»). В ЦКБ-39 возглавлял чертежную группу.
13. Поликарпов Николай Николаевич. Один из первых российских авиаконструкторов, начинавший ещё на Русско-балтийском заводе под руководством И. И. Сикорского. В ЦКБ-39 исполнял обязанности заместителя руководителя проекта, занимался общим видом и фюзеляжем.
14. Попов А. А. Авиаконструктор, ближайший соратник Н. Н. Поликарпова. Специалист по опытному производству. В ЦКБ-39 — инженер-конструктор.
15. Рубинчик А. Р. В ЦКБ-39 — инженер-конструктор.
16. Седельников Андрей Николаевич. Авиаконструктор с дореволюционным стажем, ближайший соратник Д. П. Григоровича начиная с завода Щетинина («Гамаюн»). В ЦКБ-39 занимался проектированием шасси.
17. Тарасевич, Борис Николаевич[12]. Директор Коломенского паровозостроительного завода. В ЦКБ-39 инженер-конструктор.
18. Тисов Василий Александрович. Авиаконструктор, ближайший соратник Н. Н. Поликарпова. Специалист по самолётному оборудованию и опытному производству самолётов. В ЦКБ-39 инженер-конструктор.
19. Фохт В. Е. Заведующий техническим отделом Рыбинского машиностроительного завода № 26. В ЦКБ-39 занимался двигателем.

## Руководящий состав ЦКБ-39 от ОГПУ
1. Прокофьев, Георгий Евгеньевич — начальник Экономического Управления ОГПУ. Приговорён к высшей мере наказания и расстрелян 14 августа 1937 г. Не реабилитирован.
2. Гай (Штоклянд) Марк Исаевич — начальник 8 и 9 отделений Экономического Управления ОГПУ. Приговорён к высшей мере наказания и расстрелян 20 июня 1937 г. Не реабилитирован.
3. Горянов-Горный (Пенкнович)[13] Анатолий Георгиевич — помощник начальника; начальник Технического отделения Экономического Управления ОГПУ. Руководитель ЦКБ-39. Приговорён к высшей мере наказания и расстрелян 28 октября 1937 г. Реабилитирован 8 июня 1957 г. определением Военной коллегии Верховного суда СССР.
4. Пауфлер Николай Евгеньевич — директор авиазавода № 39 им. Менжинского. Заместитель руководителя ЦКБ-39. До расстрела не дожил, скоропостижно скончался 10 февраля 1934 г. Не реабилитирован.
5. Змуда Станислав Матвеевич[3] — сотрудник Экономического Управления ОГПУ. Руководитель охраны ЦКБ-39. Приговорён к высшей мере наказания и расстрелян 25 апреля 1938 г. Реабилитирован 6 июня 1956 г. определением Военной коллегии Верховного суда СССР.